# 白元站
白元站（：／ Baegwon yeok */?）是慶北線沿線的一座鐵路車站，位於韓國庆尚北道尚州市沙伐國面，目前客運及貨運服務皆已停止多年，實質上將近廢站。

## 历史
- 1924年12月25日：落成使用。
- 2007年11月1日：貨運業務停止。
- 2008年12月1日：客運業務停止。

## 相鄰車站
韓國鐵道公社
慶北線
尚州－白元－咸昌